# Samadera
Samadera is een geslacht uit de hemelboomfamilie (Simaroubaceae). De soorten komen voor in Tanzania (Pemba), op het eiland Madagaskar en op de Comoren en van tropisch Azië tot in het westelijke deel van het Pacifisch gebied en Oost-Australië.

## Soorten
- Samadera baileyana Oliv.
- Samadera bidwillii (Benth. & Hook.f.) Oliv.
- Samadera harmandiana Pierre ex Laness.
- Samadera indica Gaertn.

... · 
Ailanthus · 
Brucea · 
Quassia · 
Simarouba · 
...